# Арраскаита, Хайме
Хайме Дарио Арраскаита Ириондо (исп. Jaime Darío Arrascaita Iriondo; родился 2 сентября 1993 года) — боливийский футболист, полузащитник клуба «Боливар». Выступал в сборной Боливии.

## Клубная карьера
Арраскаита — воспитанник клуба «Боливар». 4 августа 2013 года в матче против «Спорт Бойз Варнес» он дебютировал в чемпионате Боливии. 18 августа в поединке «Ориенте Петролеро» Хайме забил свой первый гол за «Боливар». В составе клуба Арраскаита трижды стал чемпионом страны.

## Международная карьера
15 августа 2013 года в товарищеском матче против сборной Венесуэлы Арраскаита дебютировал за сборную Боливии. 19 сентября в отборочном турнире чемпионата мира чемпионата мира 2014 против сборной Эквадора он забил свой первый гол за национальную команду.

### Голы за сборную Боливии
| #   | Дата             | Место                          | Противник | Счёт | Результат | Соревнование                     |
| --- | ---------------- | ------------------------------ | --------- | ---- | --------- | -------------------------------- |
| 01. | 19 сентября 2013 | Эрнандо Силес, Ла-Пас, Боливия | Эквадор   | 1:0  | 1:1       | Чемпионат мира 2014 квалификация |

## Достижения
«Боливар»
- Чемпионат Боливии по футболу — Клаусура 2013
- Чемпионат Боливии по футболу — Апертура 2014
- Чемпионат Боливии по футболу — Клаусура 2015